# Elanapis aisen
Elanapis aisen är en spindelart som beskrevs av Norman I. Platnick och Forster 1989. Elanapis aisen ingår i släktet Elanapis och familjen Anapidae. Inga underarter finns listade i Catalogue of Life.